# Моје срце куца за Лолу
Моје срце куца за Лолу (шп. Mi corazón insiste… en Lola Volcán) америчка је теленовела, продукцијске куће Телемундо, снимана 2011.
У Србији је емитована 2012. на телевизији Пинк.

## Синопсис
Љубав је адреналин. То је онај осећај када свет престаје да постоји док си са женом која воли и мрзи снагом вулкана. Само она која је патила плачући у тишини може истински да осети бол, љубав и срећу... Јер она је Лола Волкан...
Лола је ватрена жена, једна од оних које су наизглед тешке и неосвојиве, а дубоко у себи крију свет нежности, за оне који успеју да освоје њихово срце. Сузе не теку из њених очију због чудне трауме из прошлости и чак ни у најтежим периодима живота не може да искаже оно што осећа. Временом је научила да своје емоције задржава у себи и не дозволи им да испливају на површину.
Од Волканових је наследила трагичну судбину која обележава све жене из породице. Једина ствар која је држи у животу је љубав према Андресу Сантакрузу. Њих двоје су се заљубили једно у другу још док су били деца, знајући да је то осећање вечно.
Покушали су да љубави дају ново значење, безусловно се предајући једно другом, пуштајући да ниво адреналина порасте како би имали снаге да се супротставе свима који су против њихове везе. Ипак, њихов највећи непријатељ биће породица, а Андресов отац, Марсело Сантакруз, учиниће све да их растави, чак ће бити способан да отпужи Лолу за злочин који није починила.
Девојку су сва сплеткарења учинила јачом, али она одлучује да се одрекне Андресове љубави, колико год то било болно за њу. И тада хировита Дебора Норијега користи прилику, чинећи све да задржи Андреса само за себе.
Ту почиње прича о жени која ће се суочити са губитком људи које највише воли и која ће се борити против саме судбине, да би била срећна далеко од човека који је излуђује. Она се заклиње да ће заборавити на страст коју осећа према Андресу и покушати да воли друге. Али живот ће се постарати да поново споји младе љубавнике и изазове их да се боре за вечну љубав...

## Ликови
- Лола Волкан (Кармен Виљалобос) – Млада, привлачна и бунтовна девојка. Носи тетоважу даждењака и вози мотор. По природи озбиљна и само се смеје у друштву људи од поверења. Иза агресивног понашања крије своју нежност коју дели са себи драгим људима. Траума из детињства на њу је оставила дубок траг и од тада не може да плаче, већ свој бол испољава бесом.

- Андрес Суарез (Ђенкарлос Канела) – Андрес је млад, привлачан и шармантан „Ромео“ савременог доба. Интелигентан, романтичан и нежан, са добрим смислом за хумор, иако у одређеним приликама оставља утисак превише конвенционалне и формалне особе. Упркос томе што је одрастао у конвенционалном друштву, његов темперамент се мења са појавом Лоле Волкан.

- Чабела Волкан (Анхелика Марија) – Лолина драга тетка, вечни саветник и алтер-его. Иако се грубо понаша, размишља и дотерује као мушкарац, јако је осећајна.

- Дебора Норијега (Ана Лајевска) – Лепа, елегантна и са високим степеном образовања, али мрзи Лолу још од детињства. Лицемерна је, неодгојена и манипулише људима. Не признаје пораз и спремна је на све како би све испало по њеном. Свој живот је замислика крај Андреса и под никаквим изговорем не допушта промену плана. Склапа алијансе и преко секса манипулише другим мушкарцима како би јој помогли у остваривању сопствених циљева.

- Марсело Сантакруз (Херардо Мурхија) – Бескрупулозан аристократа који воли само себе. Андресов очух.

- Диохенес Рухелес (Алехандро Суарез) – Стар и познат по докторском занимању. Чабелин вишегодишњи познаник. Очајнички се заљубљује у Лолу упркос великој разлици у годинама. Бескрупулозан је, перфекциониста и веран католик који се свакодневно моли и одлази на причест. Себичан је, шкрт и строг. Жели да освоји и поседује Лолу попут трофеја.

- Соледад Волкан (Росана Сан Хуан) – Лепа и пожртвована Лолина мајка. Проживела је велики стрес, након кога је остала престрављена и пуна фобија.

- Родриго (Карлос Торес) – Полицијски ветеран, Лолин заштитник и заљубљен у Соледад. Срдачан је и привлачан, али јако немаран у начину облачења. Андресов биолошки отац.

- Лаура Паласиос де Сантакруз (Елус Пераза) – Андресова мајка. Префињена, елегантна жена пуна фрустрација и предрасуда. Због тога, али и брачног незадовољства, озбиљно је оболела од алкохолизма.

- Софија Паласиос (Синтија Олаварија) – Психолошкиња, Лаурина млађа сестра и велики савезник свог сестрића Андреса.

- Рамон Норјега (Рубен Моралес) – Деборин бескрупулозан отац, адвокат сумњиве сорте, Марселов савезник.

- Вики де Норијега (Кати Барбери) – Деборина мајка. Остварила је животни сан поставши део високог друштва. Раме за плакање и савезник своје ћерке.

- Данијел Сантакруз (Маурисио Енао) – Андресов млађи полубрат. Пун порока и комплекса. Увек у сенци свог брата коме завиди на свему што постигне.

- Камило Андраде (Карлос Феро) – Андресов најбољи пријатељ, такође и пријатељ Лоле. Симпатичан, духовит и шармантан бестидник који није спреман да се опрости од своје слободе.

- Аделита Линарес (Палома Маркез) – Чабелина кумица и најбоља Лолина пријатељица. Наивна је и причљива, али увек веран пријатељ.

## Улоге
| Глумац:           | Улога:                         |
| ----------------- | ------------------------------ |
| Кармен Виљалобос  | Долорес Лола Волкан            |
| Ђенкарлос Канела  | Андрес Суарез Паласиос         |
| Анхелика Марија   | Чабела Волкан                  |
| Ана Лајевска      | Дебора Норијега де Сантакруз   |
| Кати Барбери      | Викторија де Норијега          |
| Фабијан Риос      | Анхел Мелендес                 |
| Синтија Олаварија | Софија Паласиос                |
| Карлос Торес      | Родриго Суарез                 |
| Росана Сан Хуан   | Соледад Волкан                 |
| Маурисио Енао     | Данијел Сантакруc Паласиос     |
| Карлос Феро       | Камило Андраде                 |
| Палома Маркез     | Аделита Линарес                |
| Јанет Лехр        | Етелвина                       |
| Каролина Техера   | Дијана Мирабал                 |
| Роберто Матеос    | Тиберио Гузман Карлос Гонзалес |
| Лијанет Борего    | Вероника Алкасар               |
| Елус Пераза       | Лаура Паласиос де Сантакрус    |
| Аугусто ди Паоло  | Аполо Ферер                    |
| Херардо Мурхија   | Марсело Сантакруз              |
| Алехандро Суарез  | Диохенес Рухелес               |
| Фреди Викез       | Агапито де ла Хоја             |
| Лино Мартони      | Фулхенсио Лопез                |
| Роберто Хуисошеа  | Пепе Линарес                   |
| Рубен Моралес     | Рамон Норијега                 |
| Маноло Коего      | Рамиро Пантоха                 |
| Жаклин Маркез     | Џенифер Дупонд                 |

## Занимљивости
- Представља нову верзију успешне колумбијске теленовеле Сузе и љубав из 1997. сценаристе Хулија Хименеса.[5]

- У пилот епизоди снимљеној пролећа 2010. у главној улози се такође појавила Кармен Виљалобос (као Лола), али и Роберто Манрике (као Андрес) и Маргалида Кастро (као Чабела). Првобитно је планирано да се теленовела снима у Колумбији.

- Извршни продуцент теленовеле, Аурелио Валкарсел Карол, радио је и као режисер на оригиналној верзији.[6]

- У потрази за бољим пријемом код публике, оригинални сценарио и глумачку поставу погодиле су разне промене. Као глумачко појачање, теленовели су се у даљем току придружили и Фабијан Риос, Роберто Матеос и Каролина Техера.[7]

- Права на дистрибуцију теленовеле на територији Србије откупио је дистрибутер Дексин филм, а права на приказивање телевизија Пинк.

- Током 2013. и 2014. два пута репризно је емитована на кабловском каналу Пинк соуп.[8]